# Radulići
Radulići este un sat din comuna Bijelo Polje, Muntenegru. Conform datelor de la recensământul din 2003, localitatea are 112 locuitori (la recensământul din 1991 erau 164 de locuitori).

## Demografie
În satul Radulići locuiesc 93 de persoane adulte, iar vârsta medie a populației este de 46,5 de ani (48,9 la bărbați și 44,1 la femei). În localitate sunt 39 de gospodării, iar numărul mediu de membri în gospodărie este de 2,87.
Populația localității este foarte eterogenă.
|  |

| Demografie | Demografie | Demografie |
| An         | Locuitori  | Locuitori  |
| ---------- | ---------- | ---------- |
|            |            |            |
|            |            |            |
|            |            |            |
|            |            |            |
| 1948       | 235        |            |
| 1953       | 277        |            |
| 1961       | 286        |            |
| 1971       | 277        |            |
| 1981       | 218        |            |
| 1991       | 164        | 164        |
| 2003       | 113        | 112        |

| \| Componența etnică conform recensământului din 2003[2] \| Componența etnică conform recensământului din 2003[2] \| Componența etnică conform recensământului din 2003[2] \| Componența etnică conform recensământului din 2003[2] \| Componența etnică conform recensământului din 2003[2] \| \| ----------------------------------------------------- \| ----------------------------------------------------- \| ----------------------------------------------------- \| ----------------------------------------------------- \| ----------------------------------------------------- \| \| \| \| \| \| \| \| Sârbi \| Sârbi \| \| 65 \| 58,03% \| \| Muntenegreni \| Muntenegreni \| \| 40 \| 35,71% \| \| Bosniaci \| Bosniaci \| \| 4 \| 3,57% \| \| Iugoslavi \| Iugoslavi \| \| 2 \| 1,78% \| \| necunoscută \| necunoscută \| \| 0 \| 0% \| |              |  |    |        |
| Componența etnică conform recensământului din 2003 |              |  |    |        |
| |              |  |    |        |
| Sârbi | Sârbi        |  | 65 | 58,03% |
| Muntenegreni | Muntenegreni |  | 40 | 35,71% |
| Bosniaci | Bosniaci     |  | 4  | 3,57%  |
| Iugoslavi | Iugoslavi    |  | 2  | 1,78%  |
| necunoscută | necunoscută  |  | 0  | 0%     |